# 2021年アブダビグランプリ
2021年アブダビグランプリ（英: 2021 Abu Dhabi Grand Prix）は、2021年のF1世界選手権第22戦（最終戦）として、2021年12月12日にヤス・マリーナ・サーキットで開催された。
正式名称は「Formula 1 Etihad Airways Abu Dhabi Grand Prix 2021」。

## 背景
サウジアラビアGP後のチャンピオンシップ順位
ドライバーズタイトルは、サウジアラビアGPで優勝とファステストラップポイントを獲得したハミルトンがフェルスタッペンと並んでいる。コンストラクターズタイトルは、メルセデスが1位と3位、レッドブルが2位とリタイアだったことから、メルセデスがレッドブルとの差を28ポイントまで広げている。
チャンピオンシップの行方
最終戦のためドライバーズ、及びコンストラクターズの両タイトルが決定する。ドライバーズタイトル争いが同点で最終戦を迎えたのは、1974年のエマーソン・フィッティパルディとクレイ・レガツォーニ以来47年ぶり。
- ドライバーズタイトル

相手より1ポイントでも多く獲得する。両者が無得点、もしくは同点の場合はグランプリの勝利数によりフェルスタッペンがタイトル獲得となる。
- コンストラクターズタイトル

メルセデスは17ポイント以上の獲得により、無条件でタイトルを獲得する。レッドブルはメルセデスより28ポイント以上多く獲得した場合、タイトル獲得となる。
タイヤ
本レースでピレリが持ち込むドライ用タイヤのコンパウンドはハード（白）：C3、ミディアム（黄）：C4、ソフト（赤）：C5のソフト寄りの組み合わせ。
ピレリは2022年より18インチのタイヤが供給するため、アブダビGPに持ち込んだ全てのスリックタイヤのサイドウォールに「Next year I turn 18」というメッセージを記した。
DRS：2箇所※（　）内は検知ポイント
- DRS1：ターン5より210m先から（ターン5の40m手前）
- DRS2：ターン7より165m先から（ターン7より50m先）

サーキット
オーバーテイクが少ないという問題点を解消するために、主に3つのエリアが刷新された。この改修によりコース長が273m短くなり周回数は58周で行われた。
- バックストレート手前のシケインが撤去され、コース幅も広くなった。
- ターン11から14にかけての切り返しが撤去され、緩やかなバンクの付いた高速コーナーになった。
- ホテルセクションと呼ばれる90度コーナーが連続したエリアは、コース幅の拡張とコーナーの進入角が緩やかになった。

その他
- ジャック・エイトケンはFP1のみ走行した。
- マクラーレンはスポンサーのBATの電子タバコブランドのVuseとコラボレーションした特別なカラーリングのMCL35Mを走らせた。
- アルファロメオは、今シーズンを以て引退するキミ・ライコネンとフォーミュラEへ転向するアントニオ・ジョビナッツィのそれぞれの車両にメッセージを記した。

## エントリーリスト
レギュラーシートについては前戦サウジアラビアGPから変更なし。

## フリー走行
FP1
12月10日 13:30 GST(UTC+4)
トップはマックス・フェルスタッペン。コース改修が行われコース長も短くなったことにより、自身が昨年記録したFP1のタイムと比べ、12.369秒速かった。レッドブルの代表は「メルセデスが嫌いなコーナーを全て取り除いたようだ」と冗談を飛ばしていた。
FP2
12月10日 17:00 GST(UTC+4)
トップはルイス・ハミルトン。シングルラップではメルセデス、レースペースではレッドブルが上回る展開となった。FP2の終了を告げるチェッカーフラッグが振られた直後に、引退レースとなっているキミ・ライコネンがターン14でクラッシュを喫し、赤旗が振られた。
FP3
12月11日 14:00 GST(UTC+4)
トップはルイス・ハミルトン。メルセデスはソフト、レッドブルはミディアムでのセッションを開始した。フェルスタッペンは途中でリアウイングを交換したことにより、残り20分を切ったあたりからソフトタイヤで走行し2番手につけた。

## 予選
12月11日 17:00 GST(UTC+4)（文章の出典）
ポールはマックス・フェルスタッペンで今季10度目。0.371秒差でルイス・ハミルトンが続いた。フェルスタッペンは、Q2にて最速タイムを記録したタイヤにフラットスポットを作ったため、ソフトタイヤで最速タイムを更新した。これにより決勝でのスタートタイヤがハミルトンと分かれた。

### 予選結果
| 順位                | No. | ドライバー                   | コンストラクター              | Q1       | Q2       | Q3       | Grid |
| ------------------- | --- | ---------------------------- | ----------------------------- | -------- | -------- | -------- | ---- |
| 1                   | 33  | マックス・フェルスタッペン   | レッドブル-ホンダ             | 1:23.322 | 1:22.800 | 1:22.109 | 1    |
| 2                   | 44  | ルイス・ハミルトン           | メルセデス                    | 1:22.845 | 1:23.145 | 1:22.480 | 2    |
| 3                   | 4   | ランド・ノリス               | マクラーレン-メルセデス       | 1:23.553 | 1:23.256 | 1:22.931 | 3    |
| 4                   | 11  | セルジオ・ペレス             | レッドブル-ホンダ             | 1:23.350 | 1:23.135 | 1:22.947 | 4    |
| 5                   | 55  | カルロス・サインツ           | フェラーリ                    | 1:23.624 | 1:23.174 | 1:22.992 | 5    |
| 6                   | 77  | バルテリ・ボッタス           | メルセデス                    | 1:23.117 | 1:23246  | 1:23.036 | 6    |
| 7                   | 16  | シャルル・ルクレール         | フェラーリ                    | 1:23.467 | 1:23.202 | 1:23.122 | 7    |
| 8                   | 22  | 角田裕毅                     | アルファタウリ-ホンダ         | 1:23.428 | 1:23.404 | 1:23.220 | 8    |
| 9                   | 31  | エステバン・オコン           | アルピーヌ-ルノー             | 1:23.764 | 1:23.420 | 1:23.389 | 9    |
| 10                  | 3   | ダニエル・リカルド           | マクラーレン-メルセデス       | 1:23.829 | 1:23.448 | 1:23.409 | 10   |
| 11                  | 14  | フェルナンド・アロンソ       | アルピーヌ-ルノー             | 1:23.846 | 1:23.460 |          | 11   |
| 12                  | 10  | ピエール・ガスリー           | アルファタウリ-ホンダ         | 1:23.489 | 1:24.043 |          | 12   |
| 13                  | 18  | ランス・ストロール           | アストンマーティン-メルセデス | 1:24.061 | 1:24.066 |          | 13   |
| 14                  | 99  | アントニオ・ジョヴィナッツィ | アルファロメオ-フェラーリ     | 1:24.118 | 1:24.251 |          | 14   |
| 15                  | 5   | セバスチャン・ベッテル       | アストンマーティン-メルセデス | 1:24.225 | 1:24.305 |          | 15   |
| 16                  | 6   | ニコラス・ラティフィ         | ウィリアムズ-メルセデス       | 1:24.338 |          |          | 16   |
| 17                  | 7   | キミ・ライコネン             | アルファロメオ-フェラーリ     | 1:24.423 |          |          | 17   |
| 18                  | 63  | ジョージ・ラッセル           | ウィリアムズ-メルセデス       | 1:24.779 |          |          | 18   |
| 19                  | 47  | ミック・シューマッハ         | ハース-フェラーリ             | 1:24.906 |          |          | 19   |
| 20                  | 9   | ニキータ・マゼピン           | ハース-フェラーリ             | 1:25.685 |          |          | -1   |
| 107% time: 1:28.644 |     |                              |                               |          |          |          |      |
| ソース:             |     |                              |                               |          |          |          |      |

- ^1 – マゼピンは予選終了後の新型コロナウイルスの検査にて陽性反応が出たため、決勝は欠場した[21][注 8][22]。

## 決勝
12月12日 17:00 GST(UTC+4)(UTC+3)（文章の出典）
優勝はマックス・フェルスタッペンで今季10勝目を挙げた。2位にルイス・ハミルトン、3位にカルロス・サインツが続いた。
スタートで出遅れたフェルスタッペンは、1本目のバックストレート後にハミルトンに仕掛けたが、コース外へ追いやられる形となったハミルトンがトップで復帰、レッドブルの抗議は調査不要と判断された。その後はハミルトンが少しずつ差を広げる展開となり、1回目のピットインでそれぞれハードタイヤへ履き替えた。19周目から1周半にわたり、ピットインを遅らせていたセルジオ・ペレスがハミルトンを抑え込み、フェルスタッペンとの差を5秒も縮めさせた。レース中盤にキミ・ライコネンなど3台が相次いでリタイア、36周目にはアントニオ・ジョビナッツィのマシン回収のためにバーチャル・セーフティカーが導入され、レッドブルはフェルスタッペンに新品のハードタイヤへの交換を実施。38周目に再開されハミルトンとの20秒差を縮めていく展開となったものの、その差はなかなか縮まらなかった。レース終盤の53周目にニコラス・ラティフィがターン14の壁に激突。セーフティカーが導入され、レッドブルはフェルスタッペンを再度ピットインさせ、ソフトタイヤを履かせて逆転を狙った。周回数が少なかったためセーフティカー先導でレースが終了するかと思われたが、残り1周でレースは再開。フェルスタッペンはターン5でハミルトンのインからオーバーテイクを成功させ、直後のストレートもハミルトンを抑え込み、2.256秒差をつけて優勝。今季10勝目を飾ると共に自身初のドライバーズタイトルを獲得した。
オランダ人として初のワールドチャンピオンで、2014年から始まった現行のPUでメルセデス以外のドライバーが初めて獲得した。また、ホンダエンジン搭載車としては1991年のアイルトン・セナ以来30年ぶりとなった。コンストラクターズタイトルはSCラン中の55周目にセルジオ・ペレスがリタイアしたことにより、メルセデスが8連覇を飾っている。

### 決勝結果
| 順位    | No. | ドライバー                   | コンストラクター              | 周回数 | タイム/リタイア原因 | Grid | Pts. |
| ------- | --- | ---------------------------- | ----------------------------- | ------ | ------------------- | ---- | ---- |
| 1       | 33  | マックス・フェルスタッペン   | レッドブル-ホンダ             | 58     | 1:30:17.345         | 1    | 26FL |
| 2       | 44  | ルイス・ハミルトン           | メルセデス                    | 58     | +2.256              | 2    | 18   |
| 3       | 55  | カルロス・サインツ           | フェラーリ                    | 58     | +5.173              | 5    | 15   |
| 4       | 22  | 角田裕毅                     | アルファタウリ-ホンダ         | 58     | +5.692              | 8    | 12   |
| 5       | 10  | ピエール・ガスリー           | アルファタウリ-ホンダ         | 58     | +6.531              | 12   | 10   |
| 6       | 77  | バルテリ・ボッタス           | メルセデス                    | 58     | +7.463              | 6    | 8    |
| 7       | 4   | ランド・ノリス               | マクラーレン-メルセデス       | 58     | +59.200             | 3    | 6    |
| 8       | 14  | フェルナンド・アロンソ       | アルピーヌ-ルノー             | 58     | +61.708             | 11   | 4    |
| 9       | 31  | エステバン・オコン           | アルピーヌ-ルノー             | 58     | +64.026             | 9    | 2    |
| 10      | 16  | シャルル・ルクレール         | フェラーリ                    | 58     | +66.057             | 7    | 1    |
| 11      | 5   | セバスチャン・ベッテル       | アストンマーティン-メルセデス | 58     | +67.527             | 15   |      |
| 12      | 3   | ダニエル・リカルド           | マクラーレン-メルセデス       | 57     | +1 Lap              | 10   |      |
| 13      | 18  | ランス・ストロール           | アストンマーティン-メルセデス | 57     | +1 Lap              | 13   |      |
| 14      | 47  | ミック・シューマッハ         | ハース-フェラーリ             | 57     | +1 Lap              | 19   |      |
| 15†     | 11  | セルジオ・ペレス             | レッドブル-ホンダ             | 55     | パワーユニット      | 4    |      |
| Ret     | 6   | ニコラス・ラティフィ         | ウィリアムズ-メルセデス       | 50     | アクシデント        | 16   |      |
| Ret     | 99  | アントニオ・ジョヴィナッツィ | アルファロメオ-フェラーリ     | 33     | テクニカル          | 14   |      |
| Ret     | 63  | ジョージ・ラッセル           | ウィリアムズ-メルセデス       | 26     | ギアボックス        | 17   |      |
| Ret     | 7   | キミ・ライコネン             | アルファロメオ-フェラーリ     | 25     | テクニカル          | 18   |      |
| ソース: |     |                              |                               |        |                     |      |      |

#### 追記
- † - リタイアだが、90%以上の距離を走行したため規定により完走扱い
- ^FL - ファステストラップの1点を含む

#### 達成された主な記録
- マックス・フェルスタッペンがハットトリックを達成（3度目）。

## 論争

### レース後
メルセデスは以下2件の抗議申し立てを行い、FIAの規定に基づきレース結果の修正を求めた。
- レース再開直前にフェルスタッペンが最終セクターでハミルトンの真横に並んでいたことについて[注 9]
- ハミルトンとフェルスタッペンの間にいた5台の周回遅れに対しセーフティカーを追い越す指示について[注 10]

スチュワードは2件の抗議を却下した。
- 33号車（フェルスタッペン）は、ごく短時間44号車（ハミルトン）より前に出たものの、それが加速と制動を繰り返したときに発生したものであることや、第1セーフティカーラインまでには後ろにいたため。
- 第48条12項が定めた状況が不完全だった可能性は認めたものの、第48条12項には”all cars”ではなく”any cars”と記されていることや、その目的が「先頭集団のレースを妨害する周回遅れの車を排除すること」であり、この場合において適用されるものであると判断され、加えて第48条13項[注 11]第15条3項[注 12]、の規定が優先されると判断されたため。

メルセデスは抗議却下を不服として上訴する構えを見せたが、控訴期限だった12月16日に取り止めることを発表、これによりアブダビGPや選手権の結果が確定した。

### FIAの調査報告書
2022年2月17日、FIAは当時のレースディレクターであったマイケル・マシ(英語版)をレースディレクターの座から解任したと発表。
2022年3月18日には調査書を発表。事実関係や問題点、議論の争点であるセーフティカー（SC）中の無線通信など時系列に沿った分析が行われた。FIAは、マイケル・マシがセーフティカー終了後、レースのリスタート時にヒューマンエラーにより適切な手順をとらなかったことを認めているものの、「彼が誠実に行動した」と主張した。また、当GPと2021年のF1世界選手権の結果は有効であり、今後変更することはできないとした。
 
レースディレクターのヒューマンエラーについて
レースディレクターの権限により、競技規則で定められた追加の周回（最終ラップの58周目）を完了させる前にSCを呼び戻したことや、手作業で行われていた周回遅れのマシンの確認作業のヒューマンエラーにより、全てのマシンの周回遅れを解消出来ない事態となった。
無線通信について
マイケル・マシがレース終盤に外部（レッドブル・メルセデスのチーム代表）からの要求に圧倒されたことで、時間的な制約のある決断をする際に、マイナスの影響があり、このようなやり取りは必要でも有益でもないとした。
競技規約について
前述のように第48条12,13項には異なる解釈ができる可能性があり、セーフティカー導入中の周回遅れ解消に関する競技規則の表現について、混乱があることが明らかだと強調され、これらを明確化することが有益になるとした。
誠実な行動について
以前の話し合いにおいて、F1チームが安全であればグリーンフラッグ下でレースを終えることを望んだことや、同様の目標が2021年を通して掲げられていたこと、決定までの時間的な制約とチームからの無線通信による圧力など、困難な状況でマシ自身の知識が及ぶ限りの行動をしたとしている。

## 論争の余波

### FIA会長の発言
FIA会長のジャン・トッドは「ホーナーとヴォルフが私に電話をかけてきた」と話している、トッドは「干渉することはできない。それはスチュワードとディレクターの責任だ」と答え、今回の裁定問題について不干渉の考えを明らかにした。
後任のモハメド・ビン・スライエムは2022年2月18日にアブダビGPでの問題の反省から、審判システム及びレースディレクションの体制を大きく変更することを発表した。

### レースディレクターとドライバーに対する嫌がらせ
上記の裁定を下したレースディレクターのマシと、事故によりセーフティーカー導入の遠因を作ったラティフィはレース後にそれぞれオンライン上で、嫌がらせや殺害予告を受けている事を明かしている。

## 第22戦（最終戦）終了時のランキング

### ワールド・チャンピオンシップ
|         | 順位 | ドライバー                 | ポイント |
| ------- | ---- | -------------------------- | -------- |
|         | 1    | マックス・フェルスタッペン | 395.5    |
|         | 2    | ルイス・ハミルトン         | 387.5    |
|         | 3    | バルテリ・ボッタス         | 226.0    |
|         | 4    | セルジオ・ペレス           | 190.0    |
| 1       | 5    | カルロス・サインツ         | 164.5    |
| ソース: |      |                            |          |

|         | 順位 | コンストラクター        | ポイント |
| ------- | ---- | ----------------------- | -------- |
|         | 1    | メルセデス              | 613.5    |
|         | 2    | レッドブル-ホンダ       | 585.5    |
|         | 3    | フェラーリ              | 323.5    |
|         | 4    | マクラーレン-メルセデス | 275.0    |
|         | 5    | アルピーヌ              | 155.0    |
| ソース: |      |                         |          |

注：いずれもトップ5まで掲載。

### DHLファステストラップアワード
|         | 順位 | ドライバー                 | 獲得数 |
| ------- | ---- | -------------------------- | ------ |
|         | 1    | ルイス・ハミルトン         | 6      |
|         | 2    | マックス・フェルスタッペン | 6      |
|         | 3    | バルテリ・ボッタス         | 4      |
|         | 4    | セルジオ・ペレス           | 1      |
|         | 5    | ピエール・ガスリー         | 1      |
| ソース: |      |                            |        |

- 注：いずれもトップ5まで掲載。
- 注：ファストテストラップアワードは同数の場合、カウントバック方式がとられている。